# I Love You, Daddy
Pour plus de détails, voir Fiche technique et Distribution.
I Love You, Daddy est une comédie dramatique écrite et réalisée par Louis C.K., sortie en 2017.

## Synopsis
Auteur de télé à succès, Glen Topher apprend que sa fille de 17 ans, China, est attirée par un célèbre réalisateur de cinéma de 60 ans. Entre son manque d'inspiration et sa difficulté à gérer le casting de sa prochaine série, sa vie est également chamboulée par la sexualité de sa fille.

## Fiche technique
- Titre : I Love You, Daddy
- Réalisation, scénario et montage : Louis C.K.
- Photographie : Paul Koestner
- Production : Dave Becky, Louis C.K., Vernon Chatman, Ryan Cunningham et John Skidmore
- Sociétés de production : Pig Newton, Inc. et Jax Media
- Société de distribution : The Orchard
- Pays d'origine : États-Unis
- Langue originale : anglais
- Format : Noir et blanc
- Genre : comédie dramatique
- Durée : 123 minutes
- Dates de sortie :
  -  États-Unis : 9 septembre 2017 (Festival international du film de Toronto)

## Distribution
- Louis C.K. : Glen Topher
- Chloë Grace Moretz : China Topher
- Rose Byrne : Grace Cullen
- Charlie Day : Ralph
- Edie Falco : Paula
- Pamela Adlon : Maggie
- Helen Hunt : Aura Topher
- John Malkovich : Leslie Goodwin
- Ebonee Noel : Zasha
- Dan Puck : Raymond Ross